# Ewigheim
Ewigheim est un groupe allemand, originaire de Tambach, dans le Land de Thuringe.

## Biographie
Ewigheim est formé en 1999 à Tambach. Le nom du groupe signifie « maison éternelle ». En 2005, l'activité du groupe est brièvement interrompue à cause de divergences entre Yantit et Allen B. Konstanz.
En 2012, le groupe publie le single Dürrer Mann. Leur nouvel album, en mai la même année, sort sous le titre Bereue nichts, et est bien accueilli dans son ensemble,,. La même année, Markus Stock, également connu sous le pseudonyme d'Ulf Theodor Schwadorf, rejoint le groupe comme guitariste. Il joue dans le groupe The Vision Bleak avec Tobias Schönemann et il l'a connu quand il jouait également dans le groupe Nox Mortis. Markus Stock a joué dans une panoplie d'autres groupes comme le groupe de néofolk Dornenreich, le groupe de doom metal et metal gothique Autumnblaze, le groupe d'ambient et de black metal Sun of the Sleepless, le groupe de black metal Nachtmahr, le groupe de doom metal et metal progressif Noekk et enfin dans le groupe de néofolk Empyrium. Markus Stock s'occupe également des enregistrements et de la production de l'album dans son studio professionnel Klangschmiede Studio E.
Le groupe publie son nouvel album Nachruf le 29 octobre 2013 au label Massacre Records. Comprenant 11 chansons, il est relativement bien accueilli par la presse spécialisée allemande et germanophone,,. Un an plus tard, en 2014, le groupe publie un autre nouvel album intitulé 24/7. En août 2016, le groupe annonce un nouvel album intitulé Schlaflieder, prévu pour le 21 octobre 2016.

## Membres
Le groupe est composé du batteur Ronny « Yantit » Fimmel qui joue pourtant de la guitare dans ce groupe et qui s'occupe des programmatios ainsi que des textes. Il joue comme batteur dans le groupe de metal extrême controversé Eisregen, mais aussi comme guitariste dans le groupe de metal gothique et death 'n' roll Transylvanian Beat Club, dans le groupe de black metal Panzerkreutz et dans le groupe de metal gothique Marienbad. Le chanteur, batteur et pianiste du groupe est Tobias Schönemann, mieux connu sous le pseudonyme d'Allen B. Konstanz. Son groupe principal est The Vision Bleak. Il a déjà collaboré avec Yantit dans les groupes Panzerkreutz et Marienbad. Avant, il a été batteur pour le groupe de doom metal avant-gardiste Nox Mortis et pour le groupe de death metal mélodique Asgaia.
Le groupe est soutenu au chant en studio par Michael Roth, mieux connu sous le pseudonyme de Blutkehle. Il est aussi le chanteur d'Eisregen, de Panzerkreutz et de Marienbad d'où il connait les autres membres du groupe. De plus, il chante dans le groupe de black metal Goat Funeral et le groupe de death metal Eisblut. De plus, le groupe est soutenu en studio par Theresa « 2T » Trenks qui a joué dans des groupes tels que Eisregen et Transylvanian Beat Club d'où elle connaît une partie des autres membres du groupe.

## Style musical
Le groupe s'inscrit dans le genre du metal gothique avec beaucoup d'influences électroniques, des chants clairs et des paroles très sombres traitant des sujets tels que la mort de manières stylistiques diverses allant de récits dépressifs à travers un humour très noir jusqu'à des éléments d'ironie et de parodie en citant aussi des œuvres filmiques et littéraires.